# MMT Observatory
Il MMT Observatory (MMTO) è un osservatorio astronomico situato negli Stati Uniti, sul Monte Hopkins in Arizona, 55 km a sud di Tucson. L'osservatorio fa parte delle strutture del Fred Lawrence Whipple Observatory (FLWO) ed è gestito dall'University of Arizona e dallo Smithsonian Institution. È famoso in particolare per le innovazioni introdotte dal suo telescopio.

## Il telescopio MMT

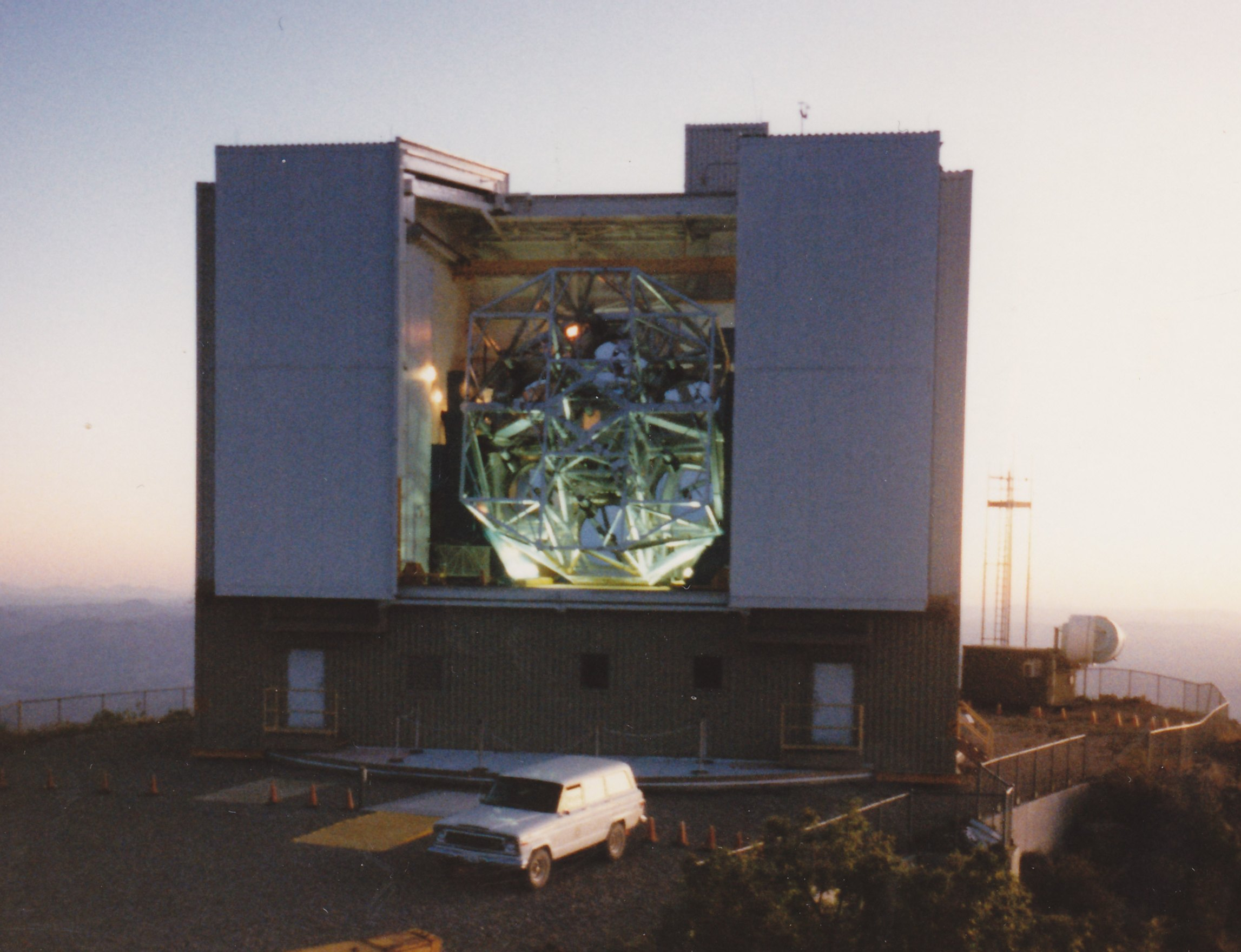
Il telescopio nella configurazione con 6 specchi

Il MMTO è la sede del Multiple Mirror Telescope (MMT), uno dei più grandi del mondo. Il nome deriva dal fatto che l'obiettivo del telescopio era originariamente formato da diversi piccoli specchi separati, mentre in seguito è stato convertito a singolo specchio.

### Il telescopio originale
Il MMT operò fra il 1979 e il 1998 con un design allora innovativo: fu il primo telescopio il cui obiettivo era formato da specchi multipli, il primo con edificio co-rotante e il primo con una montatura altazimutale controllata da un computer.
L'obiettivo era formato da 6 specchi (da cui il nome originale del telescopio, Multiple Mirror Telescope), ognuno col diametro di 1,8 metri, per un obiettivo equivalente a quello di un telescopio di 4,5 metri di diametro: questo lo rese all'epoca il terzo telescopio più grande nel mondo, dopo il BTA-6 e il telescopio Hale dell'osservatorio di Monte Palomar.

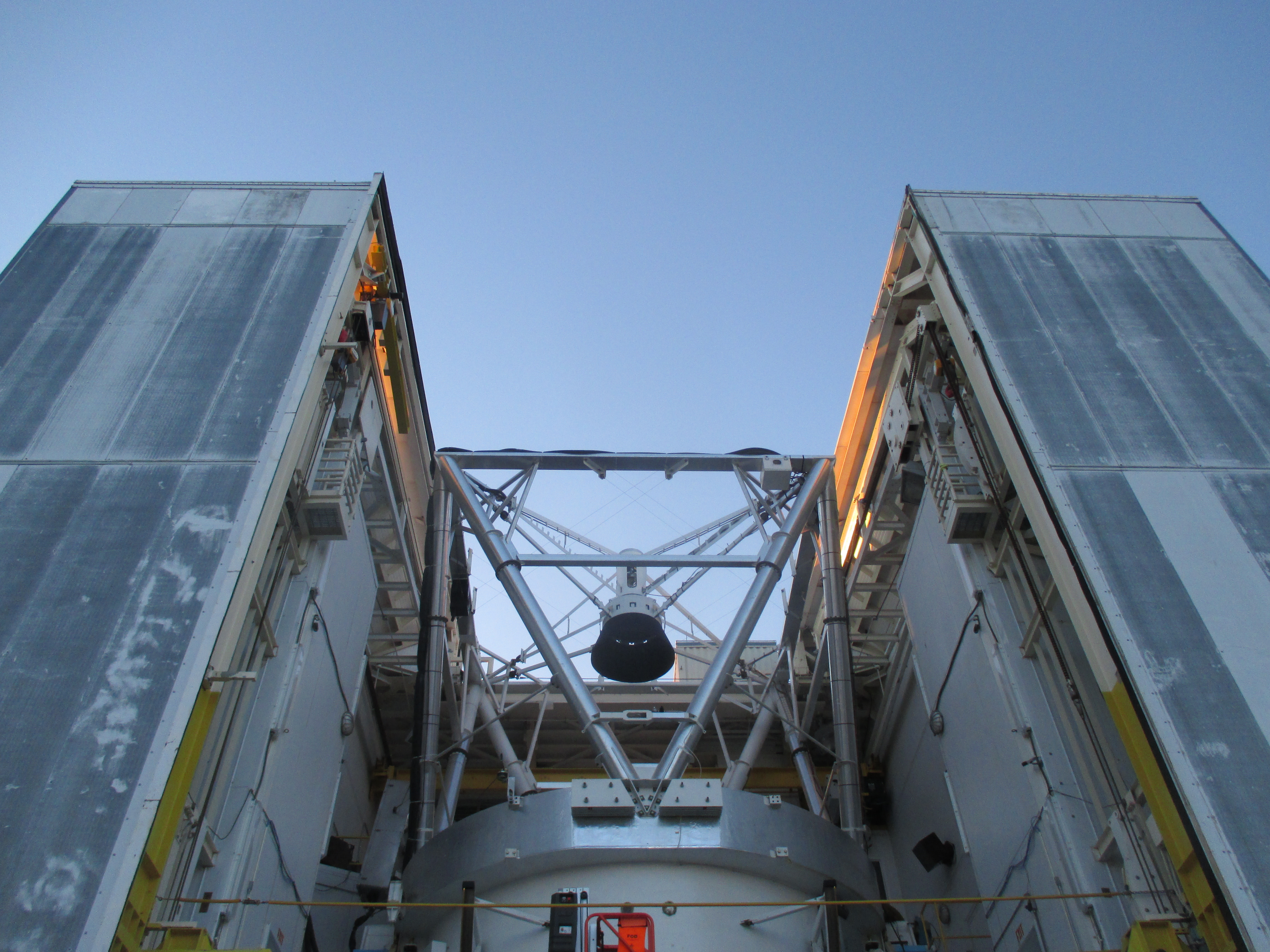
La versione a specchio unico

### La conversione a specchio unico
Nel 2000 il telescopio venne convertito, sostituendo gli specchi con un singolo specchio di 6,5 metri, diventando così il più grande telescopio a specchio singolo del Nord America.
Il significato originale della sigla non rispecchia più l'attuale natura del telescopio e nel sito dell'osservatorio ci si riferisce al telescopio semplicemente come MMT.